# لایه نمایش میدان مغناطیسی

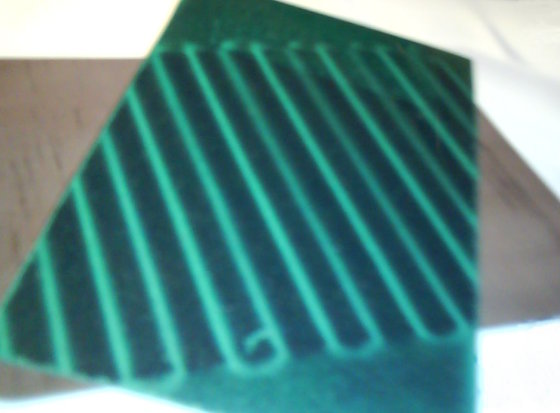
لایهٔ نمایش میدان مغناطیسی در حال نمایش قطب‌های مغناطیسی یک آهن‌ربای یخچال. قطب‌ها تاریک و کناره‌های قطب‌ها روشن هستند.

لایهٔ نمایش میدان مغناطیسی (انگلیسی: Magnetic field viewing film) برای نمایش میدان مغناطیسی ایستا یا با سرعت کم به کار می‌آید و مکان و جهت آن را نمایش می‌دهد. این وسیله یک صفحهٔ منعطف نازک شفاف است که دارای ریزکپسول‌های حاوی براده‌های نیکل معلق در روغن است.